# Leptapoderus friedrichi
Leptapoderus friedrichi es una especie de coleóptero de la familia Attelabidae.

## Distribución geográfica
Habita en la China.